# Arara-azul-de-lear
A arara-azul-de-lear ou arara-azul-pequena (nome científico: Anodorhynchus leari) é uma espécie de arara da família Psittacidae e gênero Anodorhynchus. É endêmica do Raso da Catarina, nordeste do estado da Bahia, Brasil. Após 150 anos de incertezas, sua área de ocorrência foi descoberta em 1978 pelo ornitólogo Helmut Sick. É uma espécie ameaçada devido ao tráfico de animais e à destruição de seu habitat, além de possuir uma população pequena, estimada em torno de 2273 indivíduos.

## Características

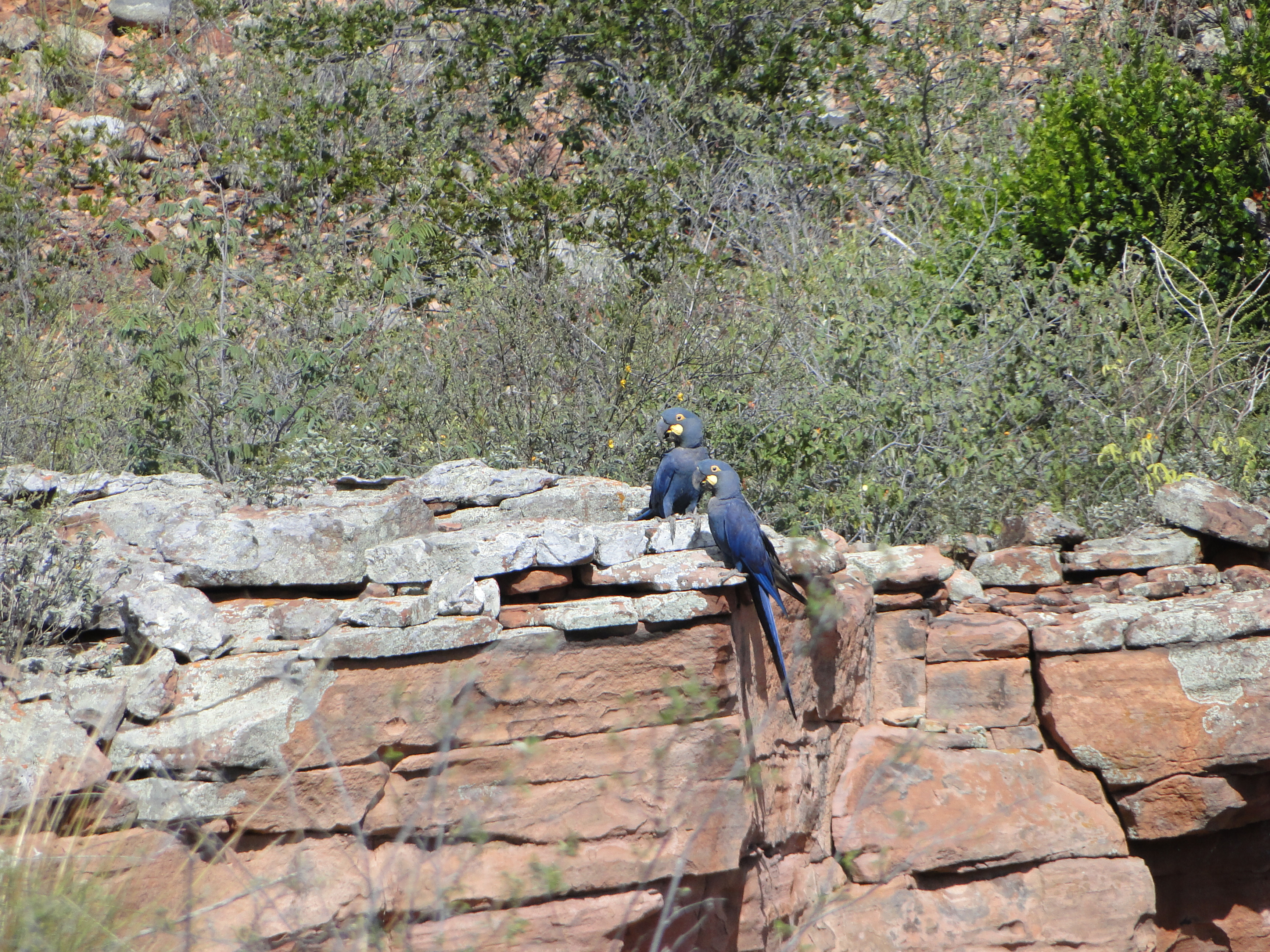
Par de araras-azuis-de-lear na Estação Biológica de Canudos, na Bahia.

A arara-azul-de-lear é uma arara de porte médio, cujos indivíduos medem entre 70 e 75 centímetros. É muito semelhante em tamanho e coloração à arara-azul-pequena (Anodorhynchus glaucus), sendo que as principais diferenças entre as espécies estão na plumagem do dorso, que é azul-cobalto em A. leari e azul mais pálido e esverdeado em A. glaucus, que apresenta também tons de cinza na cabeça e no pescoço. As asas e a cauda também possuem uma coloração azul-cobalto enquanto o ventre é azul mais pálido. Possui um grande bico negro e a plumagem da cabeça e do pescoço é azul-esverdeada. O anel perioftálmico é amarelo-claro, e na base da mandíbula apresenta uma área nua de formato triangular e coloração amarelo-claro.

## Nomenclatura e taxonomia
A espécie foi descrita por Charles Lucien Bonaparte em 1856 com o nome de Anodorhynchus leari a partir de um exemplar taxidermizado presente no Museu de Paris e de um indivíduo no Zoológico de Anvers. O epíteto específico foi em homenagem a Edward Lear que pintou um exemplar em uma prancha de seu livro Illustrations of the Family of the Psittacidae, or Parrots em 1828, entretanto, ele designou a espécie como Macrocercus hyacinthinus.
A arara-azul-de-lear já tinha sido descoberta 1823, e diversos exemplares foram enviados para zoológicos da Europa. No entanto, nada se sabia sobre a procedência e a área de ocorrência da espécie. Na segunda metade do século XX, Olivério Pinto, em uma expedição pelo Nordeste, encontrou um exemplar cativo no município de Juazeiro e indicou o Nordeste brasileiro como a possível área de distribuição desta arara. Em dezembro de 1978, Helmut Sick e colaboradores realizaram uma expedição partindo de Euclides da Cunha à procura da espécie. A cerca de 11 quilômetros da cidade encontraram a região de Toca Velha com 21 indivíduos. Também encontraram a área de Serra Branca, onde coletaram um espécime que se encontra depositado no Museu Nacional do Rio de Janeiro.

## Distribuição geográfica e habitat

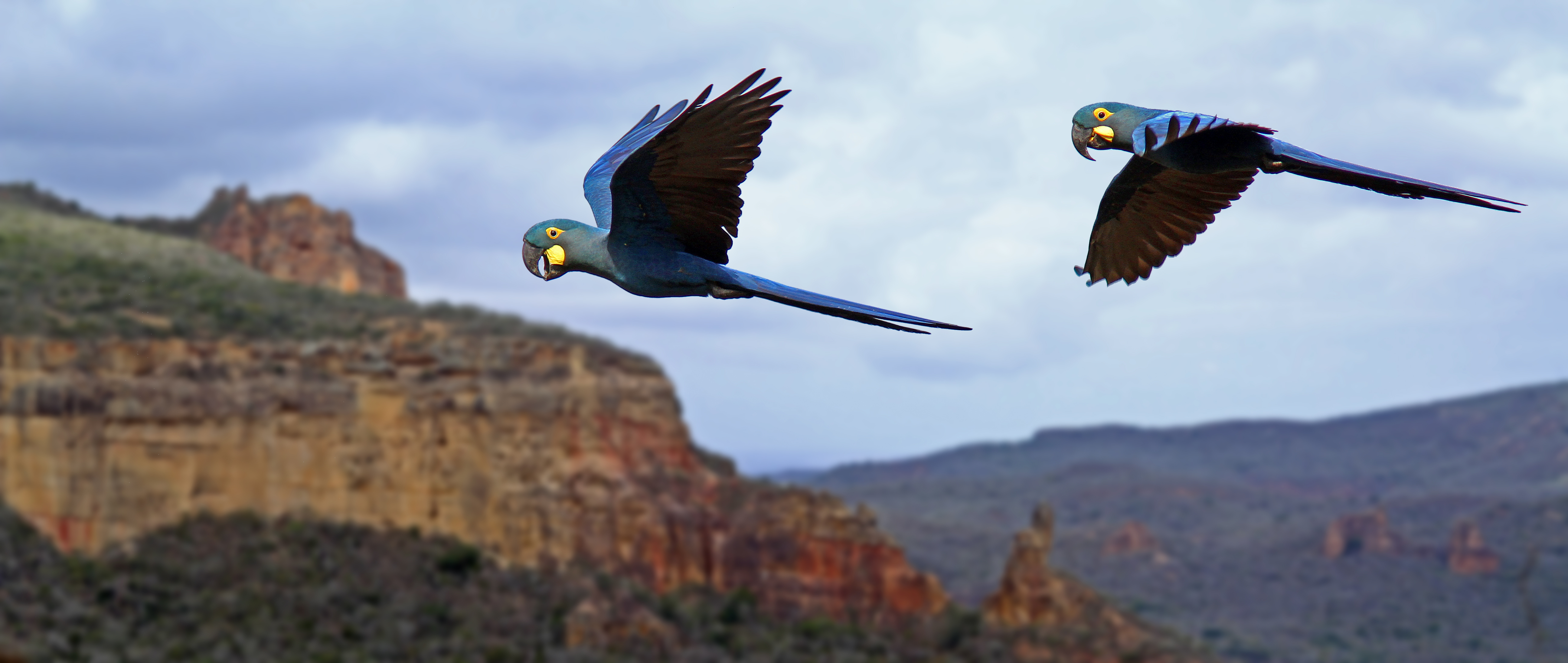
Indivíduos no Raso da Catarina

A espécie é endêmica do estado da Bahia, onde pode ser encontrada em duas colônias, Toca Velha em Canudos e Serra Branca, ao sul do Raso da Catarina. Sua área de distribuição está restrita ao nordeste do estado ocorrendo nos municípios de Canudos, Euclides da Cunha, Paulo Afonso, Uauá, Jeremoabo, Sento Sé e Campo Formoso.
Existem dois sítios de nidificação e dormitório conhecidos: um em Canudos, na região conhecida como Toca Velha, numa Reserva Particular do Patrimônio Natural de propriedade da Fundação Biodiversitas e outro em Jeremoabo, ao sul da Estação Ecológica do Raso da Catarina, unidade de conservação federal administrada pelo Instituto Chico Mendes de Conservação da Biodiversidade.

## Ecologia e comportamento

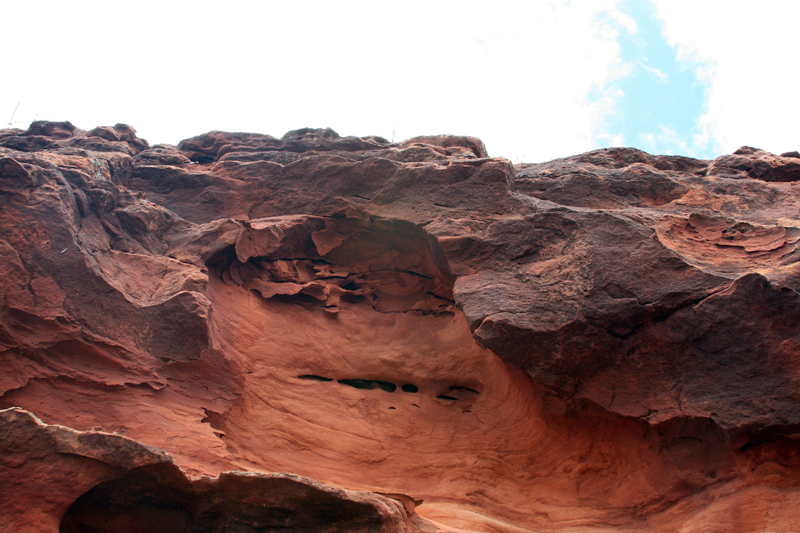
Paredão de arenito com nichos multiformes escavados que servem de dormitório e lugar de nidificação para a arara-azul-de-lear.

Se alimenta preferencialmente dos frutos da palmeira conhecida como licuri (Syagrus coronata), mas também consome frutos da braúna (Melanoxylon brauna) e frutos de cactos. Atinge a idade de reprodução aos 3 anos e sua época reprodutiva é entre novembro e março. Os ninhos são feitos em paredes de desfiladeiros, e as ninhadas costumam ter cerca de 2 ovos.

## Conservação
A arara-azul-de-lear é classificada pela União Internacional para a Conservação da Natureza e dos Recursos Naturais (IUCN) como "em perigo", até 2008 era considerada como "em perigo crítico", mas o aumento da população devido as medidas de conservação fizeram com a classificação fosse revista em 2009. Na Convenção sobre o Comércio Internacional das Espécies da Fauna e da Flora Silvestres Ameaçadas de Extinção (CITES) aparece no "Appendix I", e pelo Ministério do Meio Ambiente como "em perigo crítico" desde 2003.
Em 1980 iniciaram-se os esforços de pesquisa e conservação das áreas de nidificação e dormitório, sendo 1983 criada a Estação Ecológica do Raso da Catarina. Em 1993, a Fundação Biodiversitas adquire uma porção de 130 hectares da área de Toca Velha, no município de Canudos e cria a Estação Biológica de Canudos, ampliada em 1 500 hectares em 2007, e passando a incluir todos os paredões utilizados pelas aves. Em 2001 é criado o "Programa de Conservação da arara-azul-de-lear" no município de Jeremoabo.